# Béjar
Béjar là một đô thị ở tỉnh Salamanca, phía tây Tây Ban Nha, cộng đồng tự trị Castile và Leon. Đô thị này nằm ở khu vực có độ cao 72 km (45 mi) và dân số 15.016 người tính đến  năm 2007.